# The Musical Box
"The Musical Box" (en castellano: "La Caja Musical") es una de las canciones más famosas de la banda inglesa de rock progresivo Genesis. Fue lanzada en el tercer álbum del grupo, Nursery Cryme del año 1971.
La canción se ha convertido en una firma del grupo de su época de rock progresivo, y aparece en su repertorio en vivo hasta la gira de "We Can't Dance" en el año 1992, sobreviviendo solo la sección final como parte de su "Old Medley". Siendo la canción de apertura del álbum, el primer álbum que la banda hizo luego de que Phil Collins y Steve Hackett se unieran, se convertiría en la primera canción de la que podría llamarse la formación clásica de Genesis: Peter Gabriel (voz y flauta travesera) Mike Rutherford (bajo y guitarra de 12 cuerdas), Tony Banks (teclados y guitarra de 12 cuerdas), Phil Collins (batería, percusión) y Steve Hackett (guitarras). Estos dos últimos habían reemplazado a John Mayhew y Anthony Phillips, respectivamente, unos meses antes.
"The Musical Box" comienza con tres guitarras acústicas (Tony Banks se une a Steve Hackett y Mike Rutherford para esta parte), y el sonido de la banda se encuentra muy lejos de las atmósferas pastorales de canciones anteriores. La influencia del recientemente ingresado Steve Hackett lleva a la banda dentro de territorios más oscuros. La canción está construida alrededor de una sucesión de suaves secciones acústicas y de secciones extremadamente fuertes, con Phil Collins acelerando su batería y Hackett dándole a los oyentes un primer vistazo de su precisión quirúrgica en la guitarra. Todo esto junto desemboca en el clímax de la sección final.
"The Musical Box" tiene un sentimiento victoriano, y fue presentada como un cuento de hadas de esa época. La canción es una poesía épica de diez minutos. Toca los temas de la muerte, la reencarnación y la lujuria; transcurre en la Inglaterra victoriana y cuenta la historia de dos niños pequeños en una casa rural.

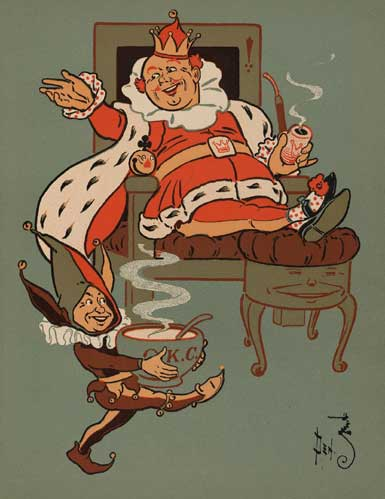
Old King Cole. Ilustración de William Wallace Denslow.

 La pequeña niña Cynthia mató al pequeño niño Henry decapitándolo con un palo de croquet mientras jugaban. La letra de la canción comienza en el momento en que Cynthia encuentra la cajita musical de Henry, que toca la canción de niñera (nursery rhyme) "Old King Cole"  al abrirla la niña.
Mientras esto sucede, el alma de Henry regresa a su cuerpo restaurado. Sin embargo, Henry comienza a envejecer rápidamente quedándole de niño solo la mente y los ojos. La vida que nunca tendrá comienza a pasar frente a sus ojos, así como también sus deseos. Mientras Henry intenta persuadir a Cynthia para saciar su deseo romántico, la niñera oye el ruido y se dirige a la habitación para ver qué está ocurriendo. Impulsivamente, ella le arroja la cajita musical al niño anciano, destruyéndolos a ambos. La portada del álbum es una representación parcial de esta canción y de la historia: la figura de Cynthia sostiene el palo de croquet, hay un aro cerca, y en lugar de pelotas de croquet, hay algunas cabezas en el suelo. El clímax de la canción llega con los sentimientos de Henry hacia Cynthia, representando su visión lujuriosa de ella y coronando la imagen con la línea:

She's a lady, she is mine! (¡Es una mujer!, ¡es mía!)

Y luego, Gabriel acaba así su canto:

Why don't you touch me? (¿Por qué no me tocas?)
Touch me, NOW, NOW, NOW, NOW! (¡Tócame!: ¡YA, YA, YA, YA!)

En las representaciones en vivo de la canción, en la sección final Peter Gabriel solía volver al escenario con la máscara de un hombre anciano, actuaba libidinosamente y hacía movimientos obscenos junto al micrófono, mientras se bajaba el cierre del pecho del traje negro que llevaba. Luces parpadeantes se usarían cada vez que gritaba "¡AHORA, AHORA!", y al final de la canción, el viejo Henry muere.
"The Musical Box", junto con una historia introductoria recitada por Gabriel, se convirtió en un acto obligado en los conciertos realizados entre 1971 y 1975, la canción fue descartada tras la partida de Gabriel del grupo. Posteriormente, la banda interpretaría solo la sección final, usualmente en la forma de un medley con otras canciones, con un estilo de canto diferente al que Gabriel le daba, siendo el de Gabriel más artístico y teatral; y el de Collins destacando en energía e impacto.
La canción aparece, en su forma completa, grabada en vivo en el álbum "Genesis Live" del año 1973 (con Gabriel al frente), mientras que la sección final puede ser encontrada en "Seconds Out" de 1977 (con Collins al frente). Numerosas versiones en vivo extraoficiales se encuentran en circulación desde los 70, existiendo una interpretación grabada para la televisión belga en 1971 la cual se encuentra disponible en VHS.
En la actualidad existe una banda canadiense tributaria de Genesis llamada precisamente The Musical Box. (enlace roto disponible en Internet Archive; véase el historial, la primera versión y la última).
Hay también en la red un sitio, dedicado al rock progresivo, que se llama "La Caja de Música".
El demo Manipulation es una versión instrumental y temprana de The Musical Box , este demo se encuentra disponible en el box set Genesis 1970-1975 lanzado en 2008